# Насканская олуша
Насканская олуша (лат. Sula granti) — вид олуш, ведущий колониальный образ жизни. Распространены в восточной части Тихого океана.

## Распространение
От островов Нижней Калифорнии до Галапагосских, острова Isla de la Plata в Эквадоре и острова Малпело в Колумбии.

## Экология

### Питание
Питаются насканские олуши мелкой рыбой, которую ловят, ныряя в океан во время полёта. Основной объект охоты — перуанская сардина. Из-за свойственного виду полового диморфизма самки ловят более крупную рыбу и ныряют глубже.

## Галерея

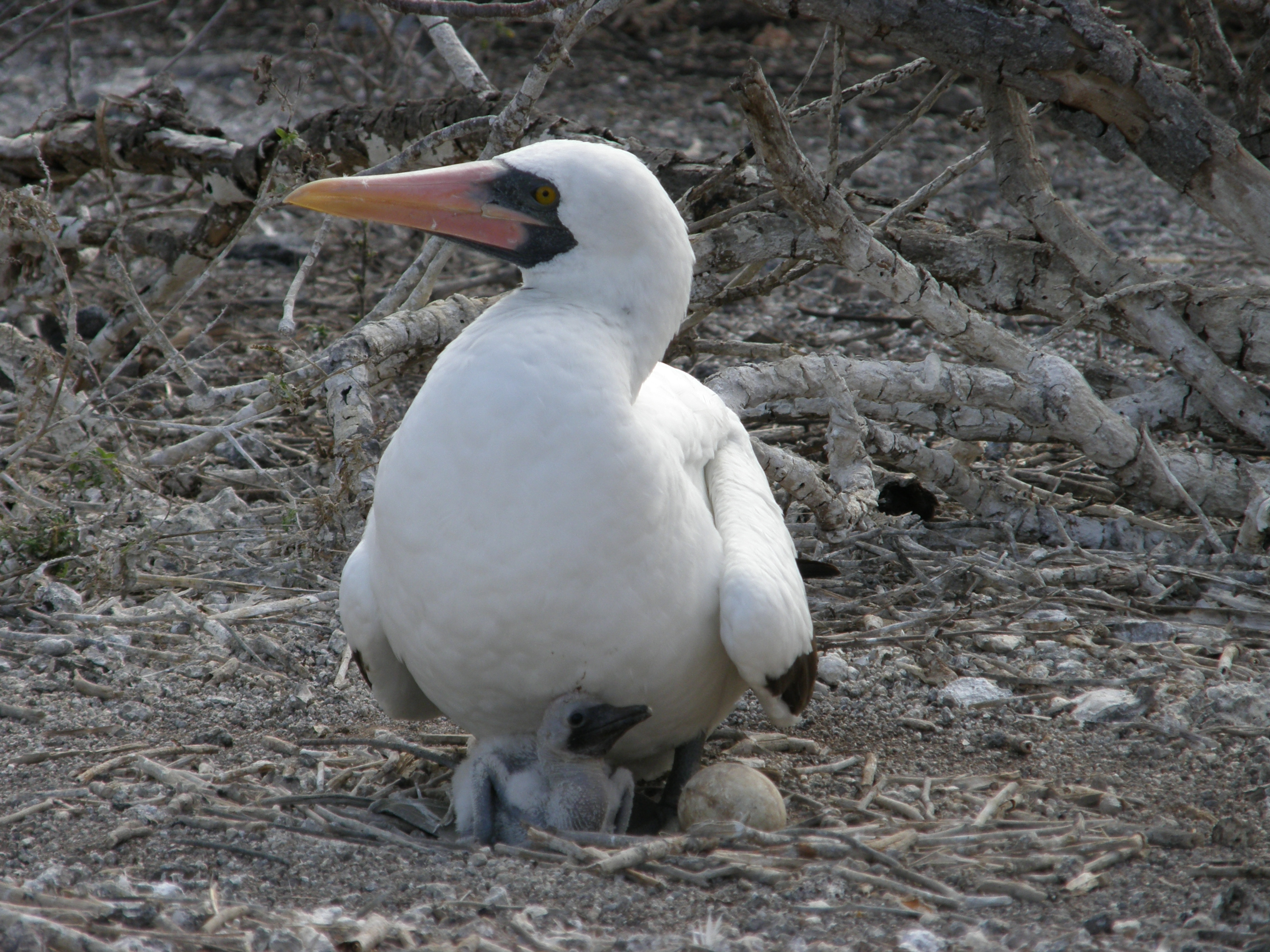
Взрослая птица, птенец и яйцо
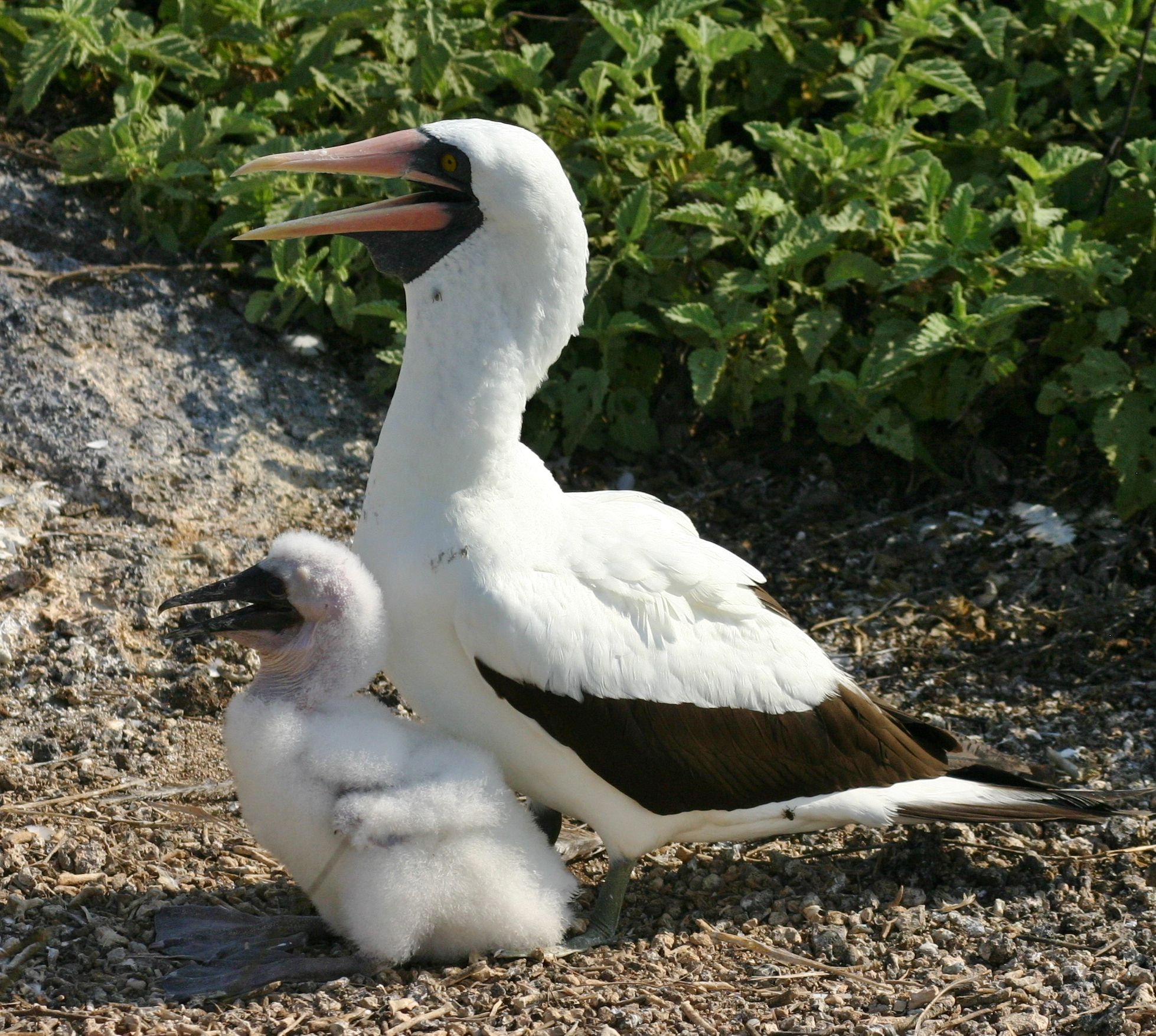
Взрослая особь с птенцом
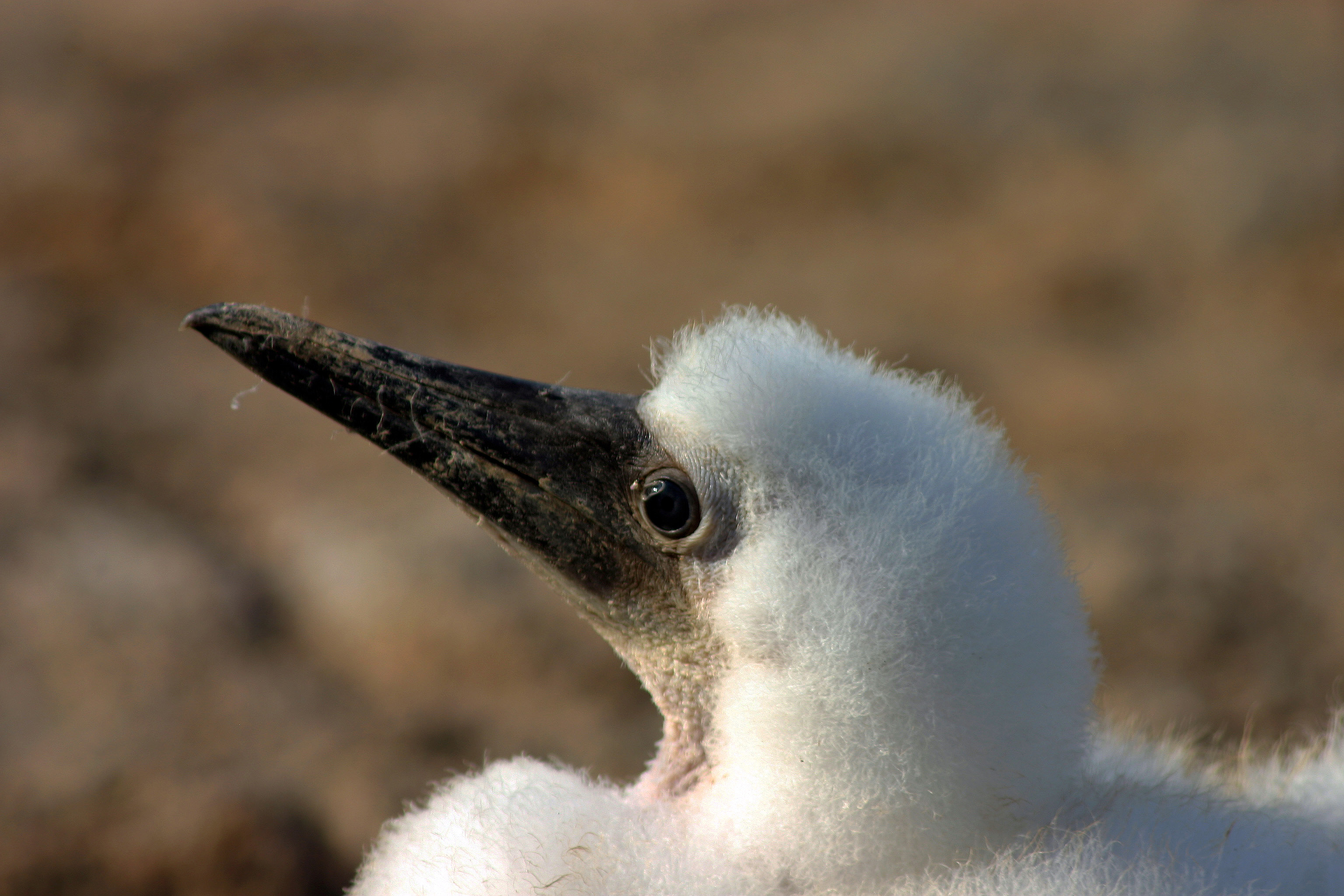
Молодая особь
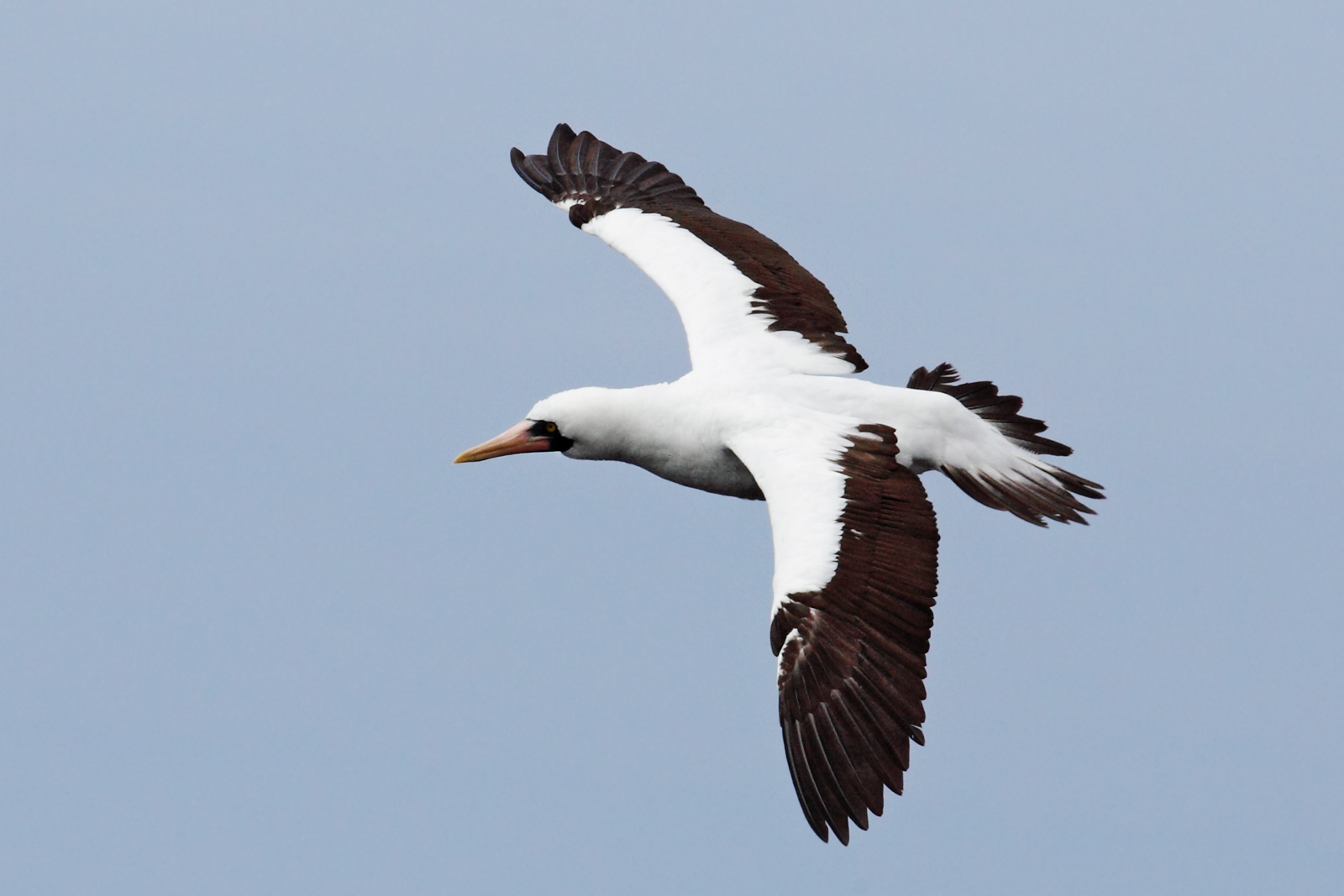
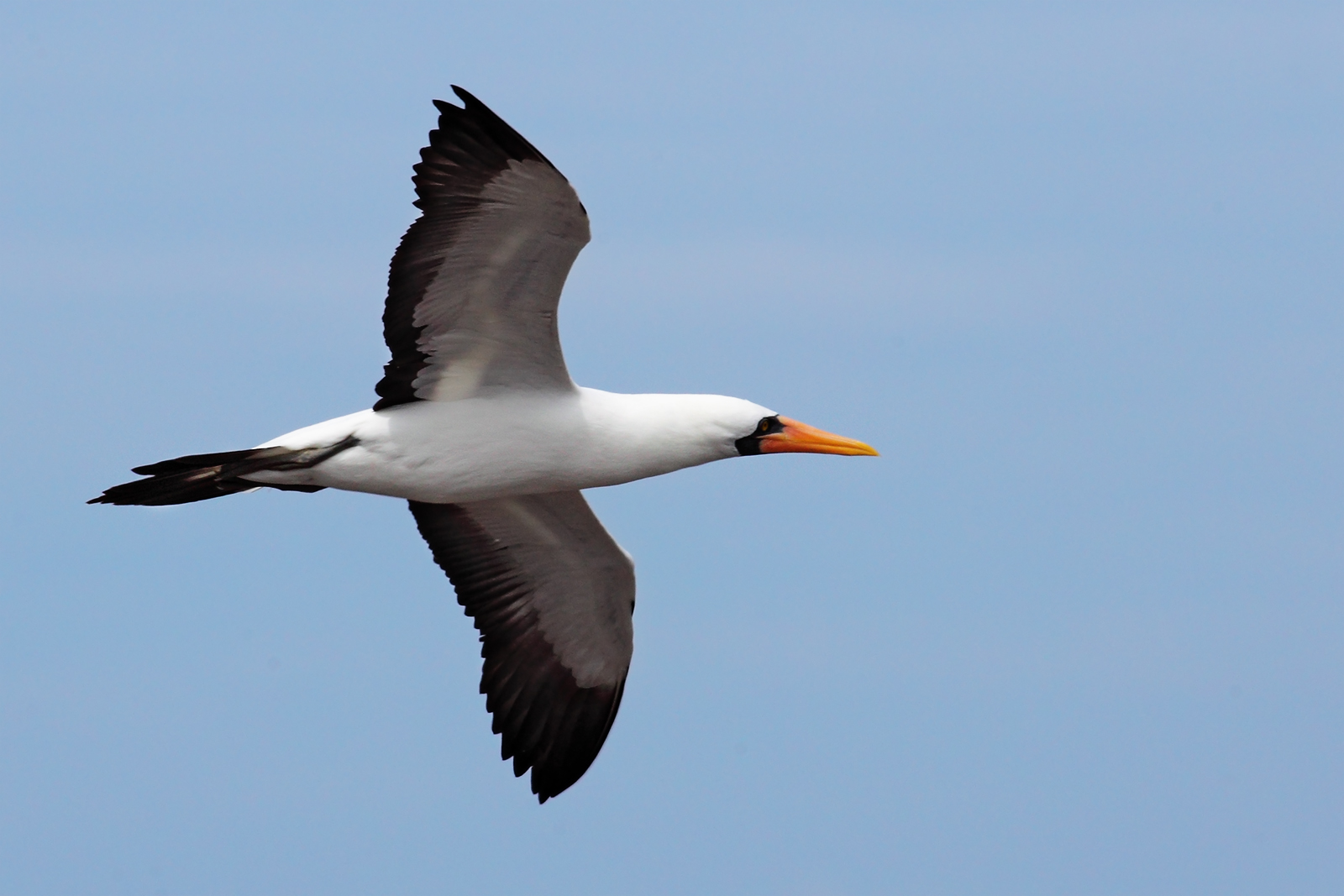
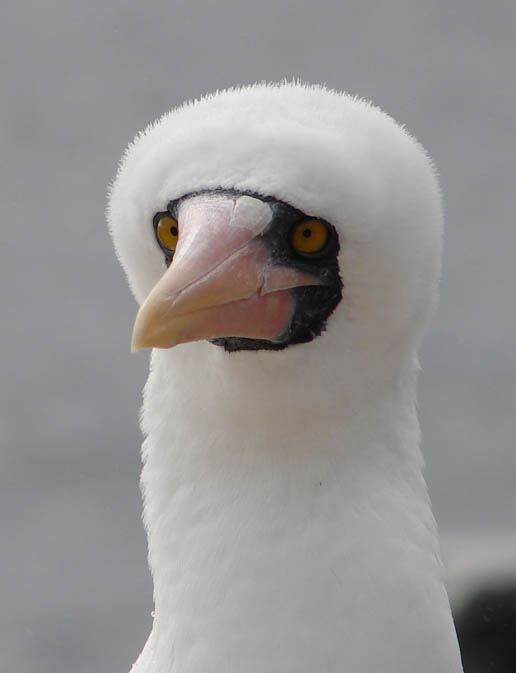
Портрет